# ريكو دانزاكي
ريكو دانزاكي (باليابانية: 檀崎 竜孔) (مواليد 31 مايو 2000) هو لاعب كرة قدم ياباني.

## وصلات خارجية
- ريكو دانزاكي على موقع رابطة كرة القدم اليابانية للمحترفين (اليابانية)
- ريكو دانزاكي على موقع قاعدة بيانات كرة القدم.إي يو (الإنجليزية)
- ريكو دانزاكي على موقع Soccerway.com (الإنجليزية)
- ريكو دانزاكي على موقع عالم كرة القدم.نت (الإنجليزية)